# Konfigurationselement
Ein Konfigurationselement oder Konfigurationsobjekt (englisch configuration item) ist ein Bestandteil der im Konfigurationsmanagement betrachteten Gesamtheit an Betriebsmitteln.
Im IT-Management versteht man darunter gemäß ITIL sämtliche an den führenden Geschäftsprozessen beteiligten Betriebsmittel. Beispiele hierfür sind PCs, Peripheriegeräte, Telefone, sämtliche Netzwerkkomponenten, Server, Installationsdokumentationen, Verfahrensanweisungen, IT-Dienstleistungen, Software (Quelltext und ausführbare Dateien) und Werkzeuge.
Im Konfigurationsmanagement gemäß ISO 10007:2003 ist ein Konfigurationselement Teil einer Konfiguration, die die funktionellen und physischen Merkmale eines Produkts enthält.

## Kontext in der ITIL

### Verwaltung
Die Verwaltung der Konfigurationselemente obliegt dem Konfigurationsmanagement, welches neben den dafür notwendigen Prozessen eine Verwaltungsinfrastruktur zur Verfügung stellt. 

### CMDB als Datenbank der Konfigurationsverwaltung
Wesentlicher Bestandteil der Infrastruktur ist die Konfigurationsverwaltung-Datenbank (englisch configuration management database, abgekürzt CMDB). Alle Konfigurationselemente werden hierin zentral gespeichert. Die Datenbank ist ein strategisches Bindeglied mit übergreifender Funktion in andere operative Prozessbereiche. Da zusätzlich zu den Eigenschaften der Konfigurationselemente auch deren Beziehungen untereinander gespeichert werden, sind weitreichende Anwendungen möglich. Beziehungen können sowohl physikalischer als auch logischer Natur sein. Zum Beispiel können einem Rechner die installierte Software, der Hersteller, der Lieferant, der Kundendienstvertrag und eine Fallhistorie bisher angefallener Störungen zugeordnet werden.

### Versionierung
Um Störungen vorzubeugen, die durch nicht konsistent geplante oder nicht getestete Veränderungen entstehen, werden wichtige Konfigurationselemente in ihrer Konfiguration standardisiert und versioniert sowie Prozesse der Veränderung jeweils festgehalten. Von einem betriebsbereiten Zustand sind also hierfür notwendige Einstellungen und Anwendungsparameter dokumentiert. Dieses Vorgehen erlaubt, dass man bei wiederholt auftretenden Störungen, an denen das Element beteiligt ist, zurückverfolgen kann, ob diese mit einer Veränderung in Zusammenhang stehen. Änderungen an der Grundeinstellung (englisch configuration baseline) werden ebenfalls festgehalten. Dokumentiert wird in dem Falle mindestens, was geändert wurde, wann, warum, von wem und wer es genehmigt hat.

### Konfigurationselemente im IT-Störfallmanagement und Problem-Management
Da Konfigurationselemente für den IT-Betrieb wesentliche Elemente sind, wird ihre Funktionsbereitschaft überwacht, sie sind also Gegenstand der IT-Überwachung (englisch monitoring). Durch die in der CMDB gespeicherten Beziehungen zwischen den Konfigurationselementen kann im Fehlerfall die Auswirkung auf andere Konfigurationselemente und Dienste (englisch services) abgeleitet werden. Störfälle (englisch incidents, siehe auch IT-Störungsmanagement) können bei häufiger Wiederholung nach ITIL auch als Probleme klassifiziert werden (siehe auch Problem-Management).

### Beziehungen zur Änderungsverwaltung
Konfigurationselemente gehören zu den Grundlagen der Änderungsverwaltung (englisch change management). Sie liefern als Entscheidungsgrundlage Auskünfte darüber, welche Konfigurationselemente bei Veränderungen zu ändern sind.

## Kontext im Konfigurationsmanagement
Das Konfigurationsmanagement kennt den Begriff des Konfigurationselements in Bezug auf die Konfiguration eines Produktes. Das Element wird dabei in den verschiedenen Teilgebieten von der Konfigurationsmanagementorganisation und -planung (KMO), der Konfigurationsidentifizierung (KI), der Konfigurationsüberwachung (KÜ), der Konfigurationsbuchführung (KB) und dem Konfigurationsaudit (KA) berücksichtigt.